# Brienzer Rothorn
Das Brienzer Rothorn ist ein 2348 m ü. M. hoher Berg in den Emmentaler Alpen, auf der Grenze zwischen den Kantonen Luzern, Obwalden und Bern. Es gehört geologisch zur Wildhorndecke und besteht aus Kalken der Kreidezeit. Der Gipfel ist die höchste Erhebung im Kanton Luzern.
Dank seiner abgesetzten Lage nördlich des Brienzersees hat man von seinem Gipfel eine gute Sicht in die Berner Hochalpen (u. a. Rosenhorn, Eiger, Mönch, Jungfrau) und Rundsicht über die Voralpen bis zum Pilatus.
Der Berg wurde und wird teils noch heute aufgrund der Grenzlage zu den drei Kantonen auch als «Dreiländerberg» bezeichnet.
Auf dem Gipfel befindet sich ein Triangulationspunkt mit Pyramide der Landesvermessung. Der Schongütsch ist ein Nebengipfel am Brienzergrat westlich.

## Tourismus

### Touristische Erschliessung
Ein Brüderpaar Flück aus Brienz führte 1838 ein Gasthaus am Ostabhang des Rothorns in Richtung Eisee. Dort hin und auf den Gipfel kam man auch mit Maultieren und Sänften. Am 15. November 1846 gelangte Johann Georg Kohl mit einem Führer auf den Gipfel. Nur 4 Tage danach brannte das leerstehende Wirtshaus auf dem Berg nieder. Pläne für eine neue Herberge scheiterten 1854. Mit Unterstützung der Dampfschiffgesellschaft wurde 1866/67 ein grosses Gasthaus errichtet. Der Ritt zum Haus mit 33 Zimmern, Speisesaal, Gesellschaftsräumen und Stallungen kostete 15 Franken. Wegen Besuchermangel folgte 1872 der Konkurs, und auch ein neuer Betreiber gab 1874 auf. Dieses Haus brannte 1885 nieder.
Das Brienzer Rothorn wird seit 1892 von Brienz (Berner Oberland) aus durch die Brienz-Rothorn-Bahn erschlossen. Zuerst bestand ein provisorisches Restaurant, da der Bau des Hotels wegen Geldmangel eingestellt worden war. Das 1894 mit 32 Betten fertiggestellte Hotel Kulm steht etwas oberhalb der Endstation. Es wurde 1987 durch ein neues Terrassenrestaurant ergänzt. Heute gibt es 100 Schlafplätze. Von Sörenberg führt eine Luftseilbahn seit 1971 noch näher zum Gipfel. Es ist geplant, dass bis Ende 2023 eine neue Luftseilbahn die bisherige ersetzt. Im Winter ist die Bergstation der Luftseilbahn der Startpunkt zum Skigebiet beim Eisee im Osten des Berges. Dieses wird durch eine lange Galerie erreicht, die einen wintersicheren Zugang ermöglicht.

### Tourismus heute
Zwischen den Bergstationen von Luftseilbahn und Bergbahn liegt das Berggasthaus Rothorn Kulm. Neben Zweierzimmern bietet es auch Achtbettzimmer und ein Massenlager für die Übernachtung.
Wanderer erreichen das Brienzer Rothorn zumeist von Süden (Brienz) oder von Osten als Höhenwanderung im Schwierigkeitsgrad T3 gemäss SAC-Wanderskala vom Brünig oder von Lungern-Schönbüel her kommend. Die Aufstiege auf der Nordseite, von Sörenberg her, sind steil und weniger häufig besucht. Der Bergweg von Interlaken her zum Brienzer Rothorn ist nur etwa zur Hälfte offiziell markiert. Dieser Brienzergrat ist lang und ausgesetzt.

## Naturschutz
Dank dem Jagdbanngebiet Augstmatthorn findet sich auf dem Brienzer Rothorn eine Kolonie von ca. 170 Steinböcken (Stand 2011). Auf dem Brienzer Rothorn sowie dem Brienzergrat ist zum Schutze der Tier- und Pflanzenwelt das Zelten verboten.

## Galerie

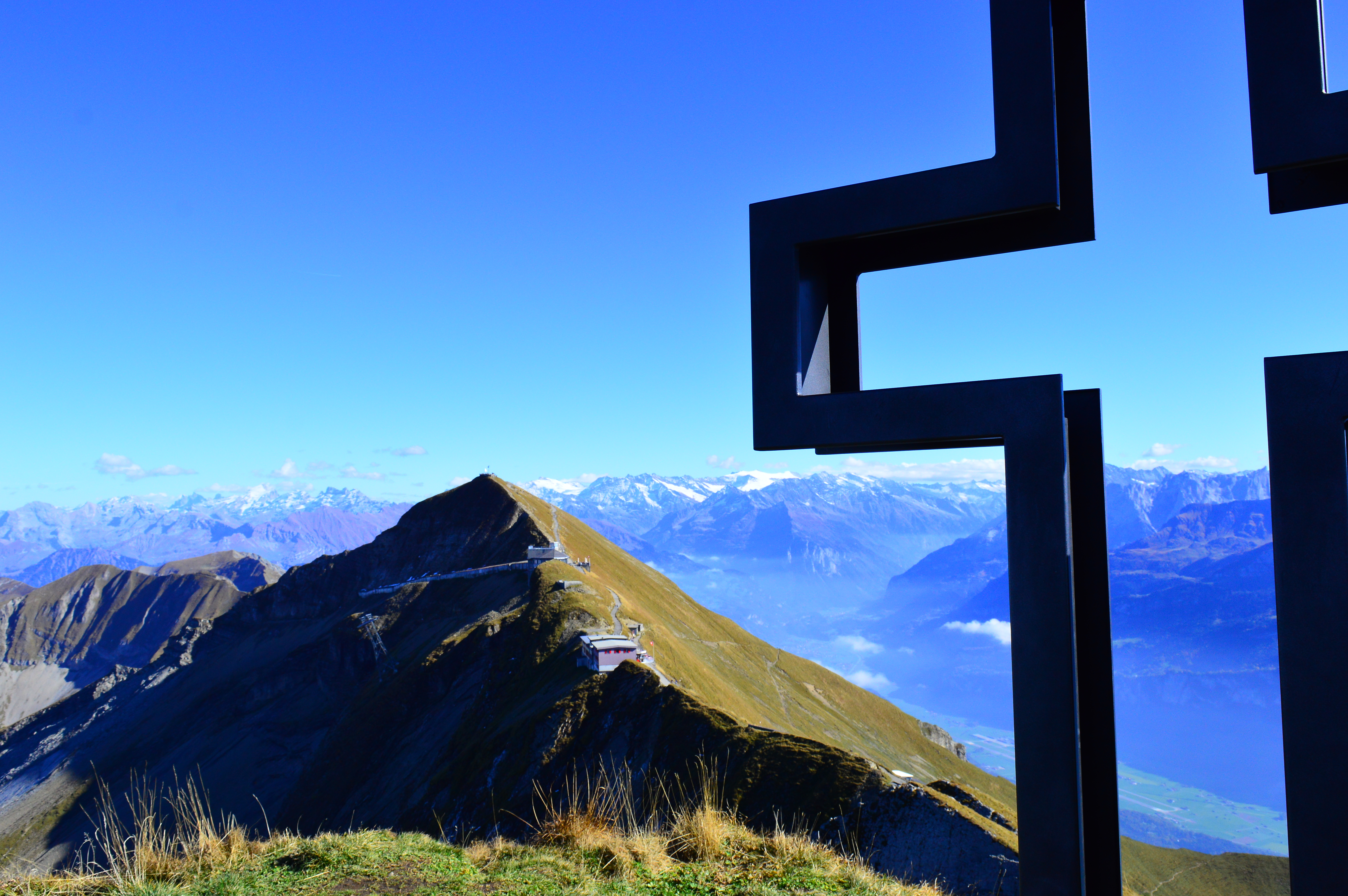
Gipfel und Bergstationen vom Schongütsch (2018)
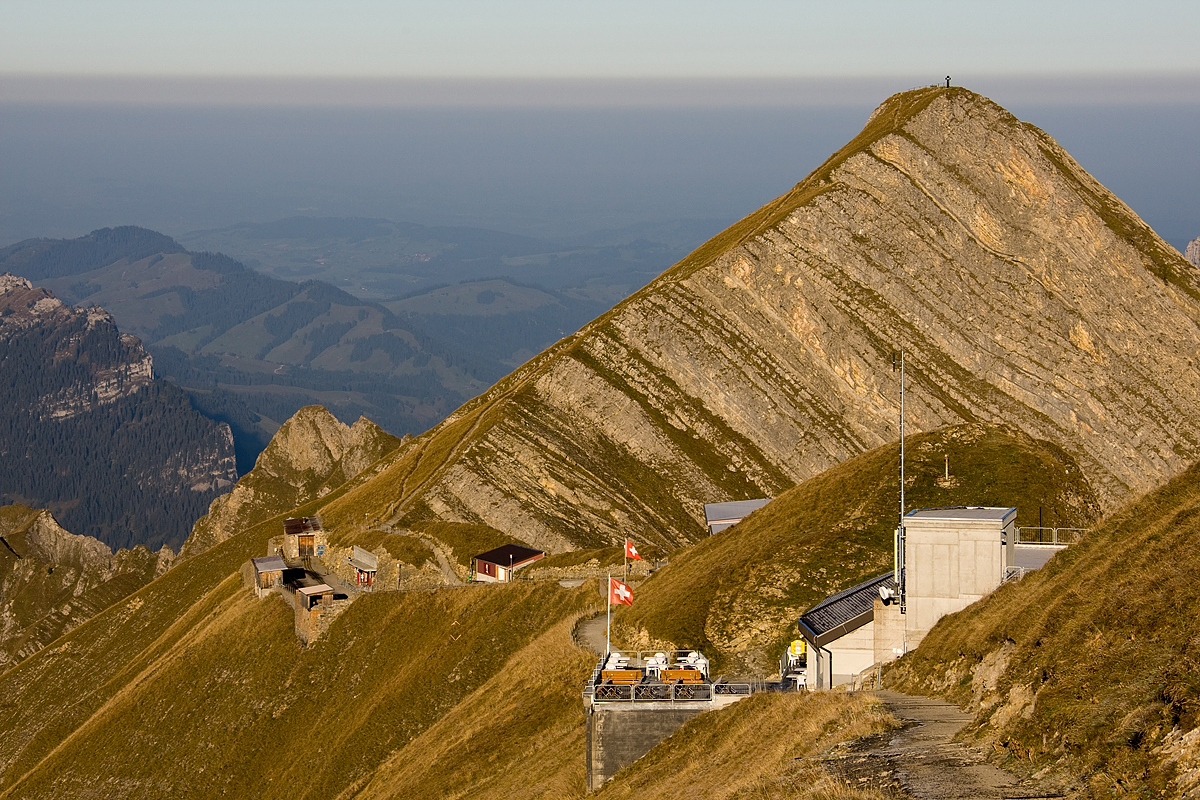
Sicht vom Gipfel auf die Bergstationen, Schongütsch im Hintergrund (2008)
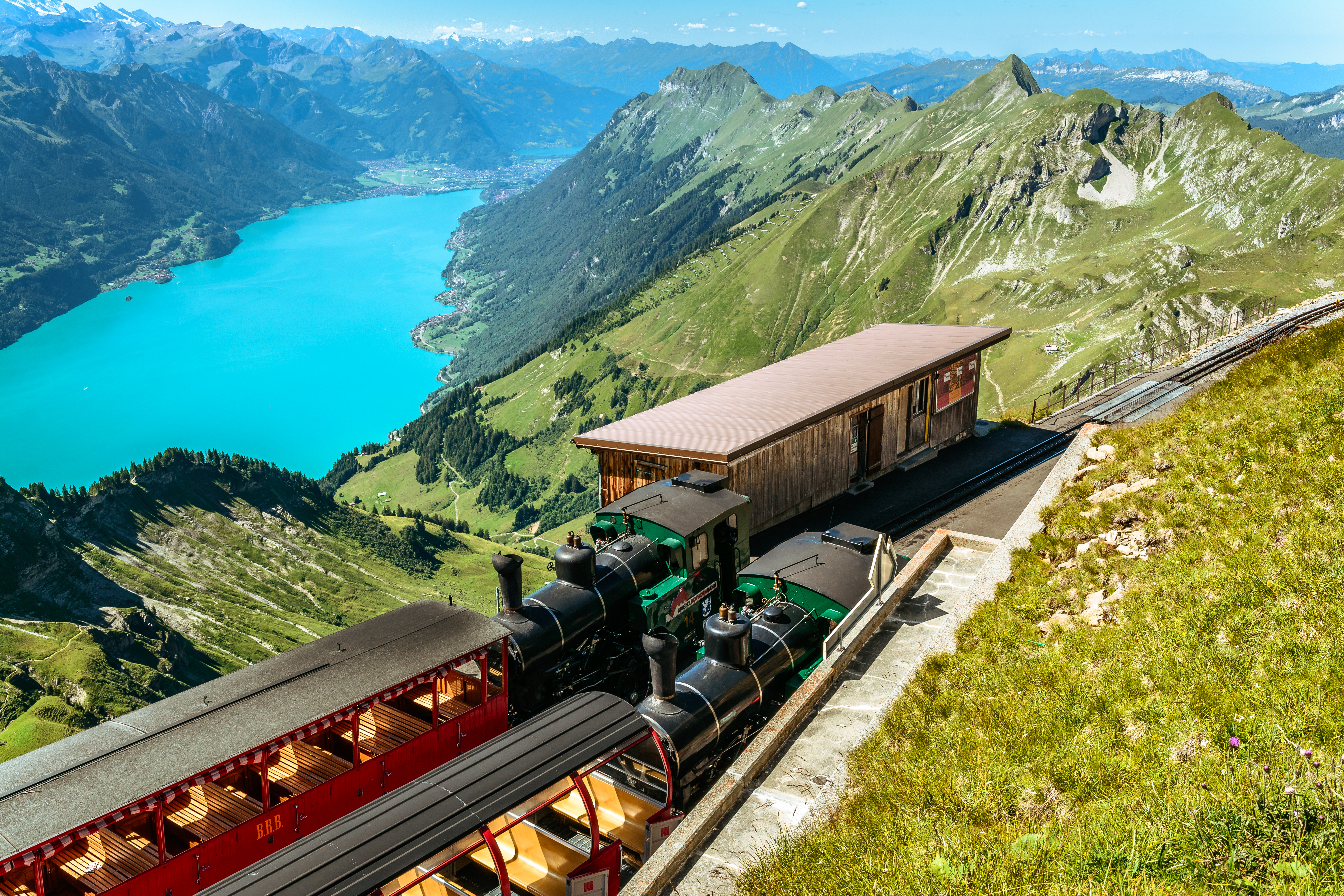
Bergstation der Brienz-Rothorn-Bahn (2019)
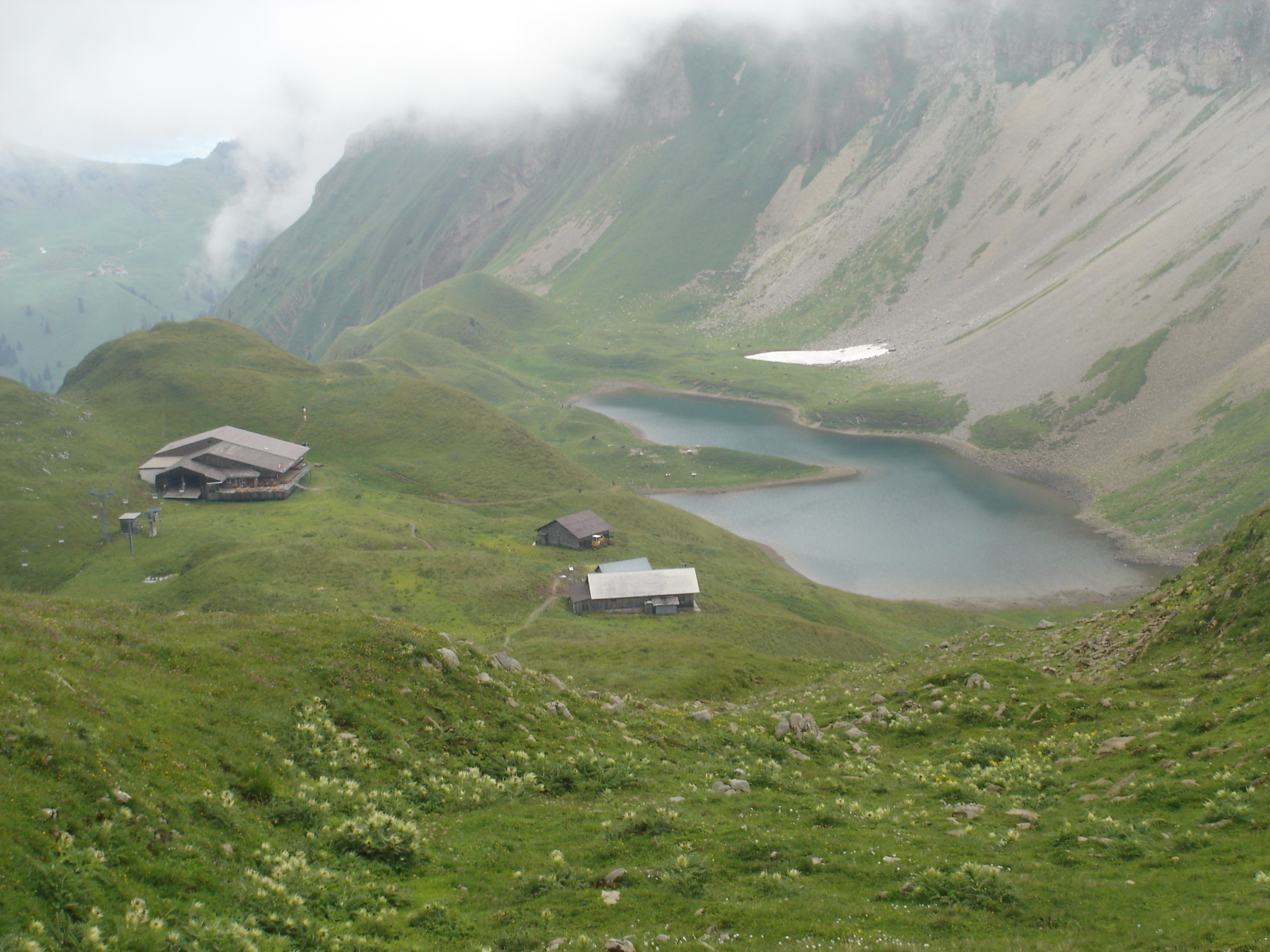
Eisee unterhalb des Rothorns (2006)
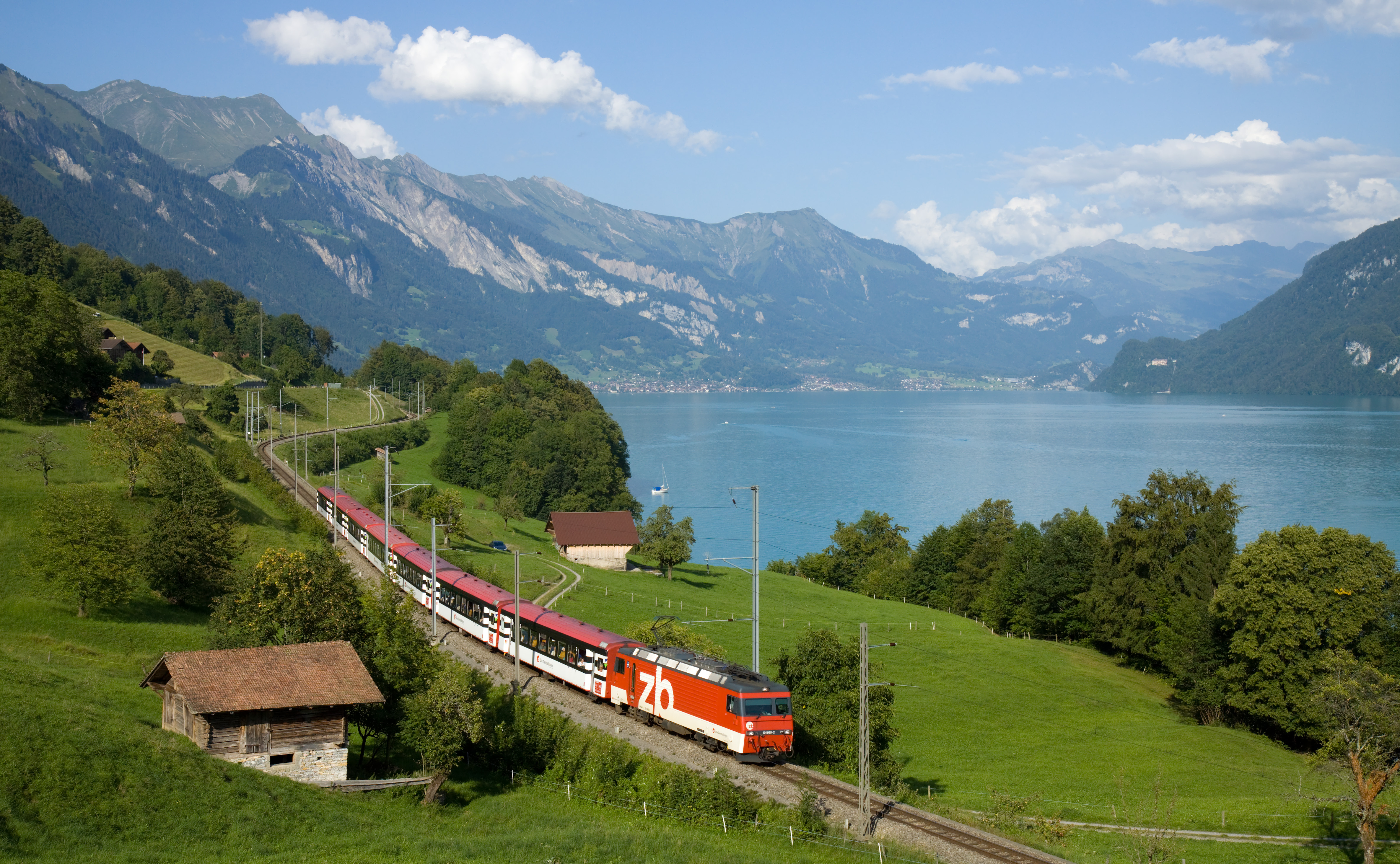
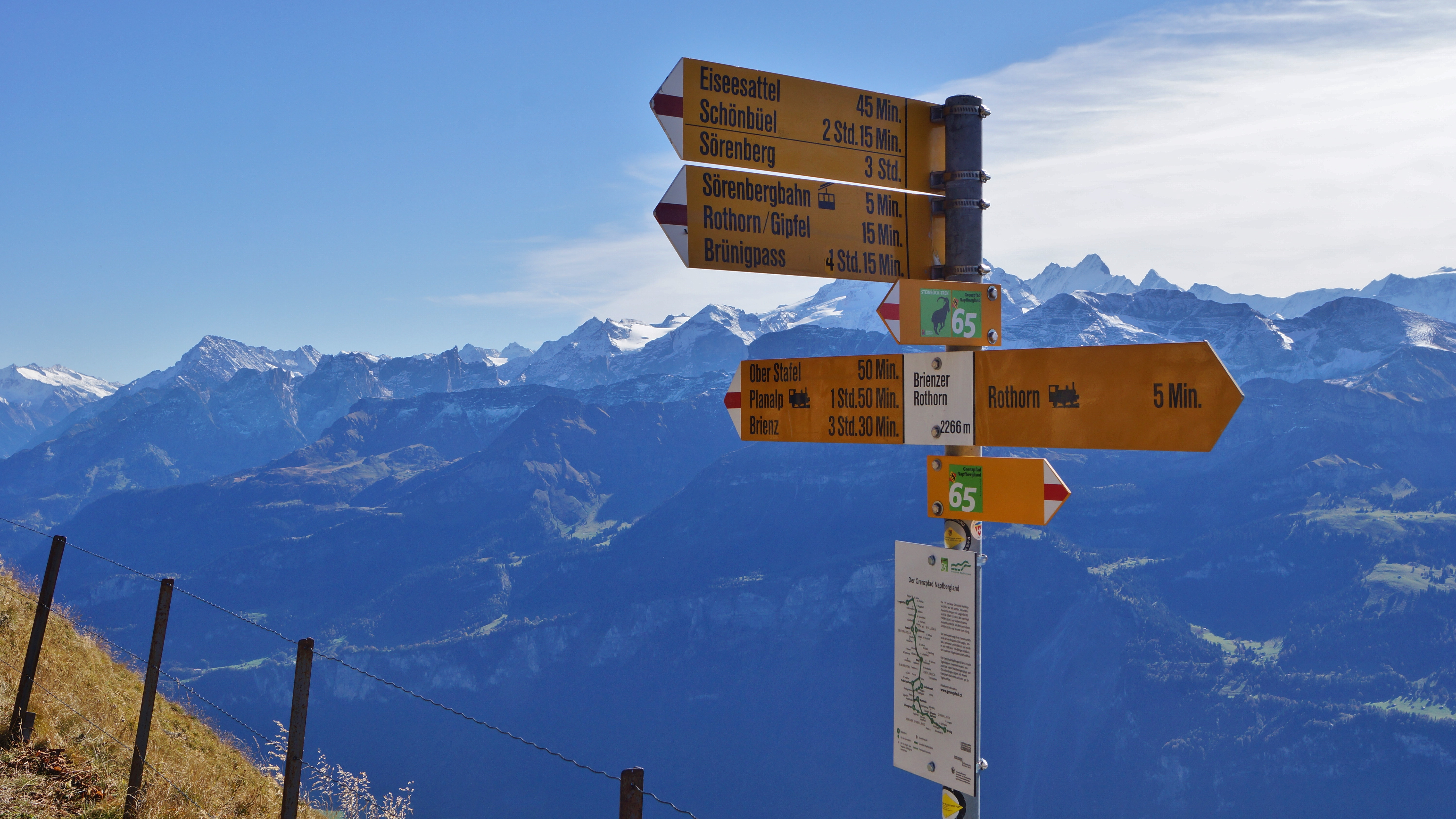
Wegweiser auf 2266 m
Photochrom (um 1900)